# Zdzisław Rozbicki
Zdzisław Rozbicki (ur. 6 grudnia 1932 w Sokołowie Podlaskim, zm. 25 października 2020 we Wrocławiu) – polski żołnierz, generał brygady WP, zastępca szefa Głównego Zarządu Politycznego WP (1989–1990), publicysta

## Życiorys
Absolwent szkoły zawodowej (1951) i Oficerskiej Szkoły Politycznej w Łodzi, po której ukończeniu został promowany do stopnia podporucznika w korpusie oficerów politycznych. Po promocji został zastępcą dowódcy baterii ds. politycznych w 62 Pułku Artylerii Przeciwlotniczej we Wrocławiu, a w latach 1954–1960 kierował klubem żołnierskim w Żarach i Lesznie, gdzie w 1956 zdał maturę w wieczorowej szkole średniej. Od 1960 pełnił służbę w Komitecie PZPR w Dowództwie Śląskiego Okręgu Wojskowego (ŚOW) we Wrocławiu na stanowisku instruktora, a od 1961 do 1966 był starszym instruktorem Komitetu Partyjnego w Jednostkach Kwatermistrzowskich tego okręgu. W tym okresie ukończył dwuletni Kurs Doskonalenia Oficerów w Wojskowej Akademii Politycznej im. F. Dzierżyńskiego w Warszawie, a w 1967 skończył wyższe studia historyczno-socjologiczne w Warszawie. W latach 1969–1973 był sekretarzem Komitetu PZPR – zastępcą szefa wydziału politycznego Kwatermistrzostwa ŚOW, a w latach 1973–1975 kierownikiem Ośrodka Nauk Społecznych i Wojskowych tego okręgu. W ośrodku tym utworzono studia magisterskie i doktoranckie dla kadry Śląskiego Okręgu Wojskowego.
W 1975 został szefem Oddziału Propagandy i Agitacji Zarządu Politycznego ŚOW, a także obronił pracę doktorską na Uniwersytecie Wrocławskim i uzyskał stopień doktora nauk politycznych. Od 1977 do 1979 był sekretarzem Komitetu PZPR – zastępcą szefa Zarządu Politycznego ŚOW, a w latach 1979–1983 zastępcą szefa Zarządu Propagandy i Agitacji Głównego Zarządu Politycznego WP.
Od listopada 1983 do stycznia 1989 szef Zarządu Politycznego – zastępca dowódcy Śląskiego Okręgu Wojskowego ds. politycznych. Na mocy uchwały Rady Państwa PRL z 26 września 1985 otrzymał nominację na stopień generała brygady; nominację wręczył mu w Belwederze 10 października 1985 przewodniczący Rady Państwa prof. Henryk Jabłoński. Od 3 lipca 1986 (X Zjazd PZPR) do rozwiązania PZPR 29 stycznia 1990 był członkiem Komitetu Centralnego PZPR. Od stycznia 1989 do stycznia 1990 szef Zarządu Kultury i Oświaty i zastępca szefa Głównego Zarządu Politycznego WP. W 1989 ukończył Wyższy Kurs Akademicki dla kierowniczej kadry WP przy Wojskowej Akademii Sztabu Generalnego Sił Zbrojnych ZSRR im. K. Woroszyłowa w Moskwie. Od stycznia 1990 pozostawał w dyspozycji ministra obrony narodowej, a z dniem 8 maja 1991 zakończył zawodową służbę wojskową i przeszedł do rezerwy.
W latach 1989–1991 był członkiem Narodowej Rady Kultury (desygnowany przez premiera Tadeusza Mazowieckiego). Był sygnatariuszem porozumienia MON i Zarządu Głównego Stowarzyszenia Pisarzy Polskich, a także umowy o współpracy Śląskiego Okręgu Wojskowego i Oddziału Wrocławskiego Związku Literatów Polskich oraz Oddziału Wrocławskiego Związku Artystów Scen Polskich.
Autor kilkuset artykułów i opracowań zamieszczonych w prasie wojskowej oraz 19 opowiadań, autor i współautor 6 książek.
Będąc w stanie spoczynku działał społecznie. W latach 1996–2004 był redaktorem naczelnym pisma „Nasze Bezpieczeństwo” i wiceprezesem Stowarzyszenia Wspierania Bezpieczeństwa Obywateli. Działacz Stowarzyszenia Tradycji Orężnych i Myśli Obronnej, Związku Byłych Żołnierzy Zawodowych i Oficerów Rezerwy, współtwórca Oddziału Wrocławskiego Instytutu Badań Naukowych im. gen. dyw. Edwina Rozłubirskiego. Był także prezesem Zarządu Wrocławskiego Oddziału Instytutu Problemów Strategicznych.

## Awanse
W trakcie wieloletniej służby w ludowym Wojsku Polskim otrzymywał awanse na kolejne stopnie wojskowe:
- podporucznik – 1953
- major – 1967
- podpułkownik – 1971
- pułkownik – 1976
- generał brygady – 1985

## Życie prywatne
Mieszkał we Wrocławiu, był żonaty, miał syna i dwie córki.

## Odznaczenia i nagrody
- Krzyż Oficerski Orderu Odrodzenia Polski (1986)
- Krzyż Kawalerski Orderu Odrodzenia Polski (1978)
- Złoty Medal „Siły Zbrojne w Służbie Ojczyzny” (1976)
- Srebrny Medal Siły Zbrojne w Służbie Ojczyzny
- Złoty Medal „Za zasługi dla obronności kraju” (1980)
- Medal 30-lecia Polski Ludowej
- Medal 40-lecia Polski Ludowej
- Doroczna Nagroda Wojewody Wrocławskiego i prezydenta Wrocławia w kategorii działalności pedagogicznej i społecznej (1986)
- Brązowe Pióro Żołnierza Wolności w dziedzinie szkolenia bojowego, pracy partyjno-politycznej i wychowawczej (1976)[5]
- inne odznaczenia i wyróżnienia